# Geel FM
GeelFm is een lokale, commerciële radio gericht op Geel en bij uitbreiding de Zuiderkempen. Er wordt uitgezonden op FM-frequentie 107 en 107.8. De zender is te ontvangen in Geel, en (grote delen) van de omliggende gemeentes Westerlo, Olen, Kasterlee, Mol, Retie, Dessel, Balen, Meerhout, Laakdal en Herselt. De zender wordt beheerd door Studio Mi-Amigo vzw.
Op GeelFm wordt bij elke match van ASV Geel live verslaggeving voorzien. Verder is er veel aandacht voor het lokale nieuws.

## Cultuurprijs
In 2014 won Geel FM de cultuurprijs voor vereniging stad Geel.